# Celton Biai
Celton Biai (Lissabon, 13 augustus 2000) is een Guinee-Bissaus-Portugees voetballer die doorgaans speelt als keeper. Hij komt uit voor FC Dordrecht en het Guinee-Bissaus voetbalelftal.

## Clubcarrière
Biai doorliep de jeugdopleiding van Benfica. Hij kreeg zijn eerste profcontract van Benfica, maar speelde nooit in het eerste team. Hij speelde wel in de UEFA Youth League, onder andere tegen Bayern München en Ajax.
In januari 2020 maakte hij de overstap naar Vitória Guimarães, waar hij in eerste instantie ook niet voor het eerste team in actie kwam. Hij maakte zijn debuut voor de club op 15 oktober 2022, tegen CF Canelas in de Portugese voetbalbeker. Hij kwam tot 10 wedstrijden in het eerste van Vitória.
In januari 2024 maakte Biai de overstap naar FC Dordrecht. Hij maakte zijn debuut voor de club in de laatste speelronde van dat seizoen, tegen Jong FC Utrecht. Nadat Dordrecht Liam Bossin verhuurde aan Feyenoord, werd Biai in januari 2025 eerste keeper.

## Interlandcarrière
Biai is geboren in Portugal en kon ook kiezen voor Guinee-Bissau. Hij doorliep alle jeugdteams van Portugal, en speelde 13 wedstrijden voor de Onder 21 van Portugal. Hij speelde onder andere als eerste keeper op het EK Onder 21. Biai speelde onder andere samen met João Neves en Pedro Neto. Portugal werd uitgeschakeld in de kwartfinales tegen Engeland. 
Ook zat Biai op de bank bij de kwalificatiewedstrijden van Portugal voor het EK 2024. Hij kwam niet in actie, maar zat wel in de selectie met grote namen als Cristiano Ronaldo, Bernardo Silva en Bruno Fernandes.
Uiteindelijk koos Biai voor Guinee-Bissau. Hij wacht nog op zijn debuut; Ouparine Djoco en Jonas Mendes keepen de wedstrijden.

## Statistieken
| Seizoen | Club              | Competitie     | Competitie | Competitie | Beker | Beker | Overig | Overig | Totaal | Totaal |
| Seizoen | Club              | Competitie     | Wed.       | Dlp.       | Wed.  | Dlp.  | Dlp.   | Dlp.   | Wed.   | Dlp.   |
| ------- | ----------------- | -------------- | ---------- | ---------- | ----- | ----- | ------ | ------ | ------ | ------ |
| 2022/23 | Vitoria Guimaraes | Primeira Liga  | 5          | 0          | 5     | 0     | 0      | 0      | 10     | 0      |
| 2023/24 | FC Dordrecht      | Eerste divisie | 1          | 0          | 0     | 0     | 0      | 0      | 1      | 0      |
| 2024/25 | FC Dordrecht      | Eerste divisie | 15         | 0          | 1     | 0     | 4      | 0      | 20     | 0      |
| Totaal  | Totaal            | Totaal         | 21         | 0          | 6     | 0     | 4      | 0      | 31     | 0      |

Bijgewerkt op 17 juni 2025.